# Ḫapantali
Ḫapantali oder Ḫabandali, luwisch Ḫapantaliya oder Ḫabandaliya, ist eine Hirtengöttin und Herrin der Viehhaltung. Obwohl ihr Name luwischen Ursprungs (ḫāwa/ī luw. Schaf) ist, wurde sie auch bei Hattiern und Hethitern verehrt.
Ḫapantali ist die Begleiterin der Göttin Inar. Sie ist in anderen Mythen auch mit der göttlichen Ritualherrin Kamrušepa verbunden, steht aber immer in ihrem Schatten, so etwa bei der Beschwörung, die dem Mondgott Arma helfen sollte in den Himmel zurückzukehren, als dieser vom Himmel gefallen war.
Gleich Kamrušepa ist sie eine Göttin der Heilkunst. Sie wird auch als „Königin der Heilmittel“ bezeichnet. In ihrem Amt als Hirtengöttin weidet Ḫapantali die Schafherde, die der Sonne gehört.
Obwohl Ḫapantali als weibliche Gottheit in den hethitischen Schriften erscheint, wird für sie in hattischen Texten männliche Pronomen verwendet.